# Copa Verde 2018
La Copa Verde 2018 è stata la 5ª edizione della Copa Verde, competizione statale riservata alle squadre delle regioni del Nord, del Centro-Ovest (tranne il Goiás) e dell'Espírito Santo.
La coppa è stata vinta dal Paysandu, vincitore per 3-1 nel doppio confronto contro l'Atlético Itapemirim.

## Formula
La competizione si svolge ad eliminazione diretta e prevede una prima fase preliminare, seguita da un tabellone a cui accedono le due vincitrici dei preliminari insieme alle restanti quattordici squadre. Il club vincitore ottiene un posto per gli ottavi di finale di Coppa del Brasile 2019.

## Partecipanti
Al torneo partecipano 24 squadre:
- 14 squadre ammesse tramite piazzamenti nelle competizioni nazionali;
- Le migliori 4 squadre secondo il Ranking CBF 2017 non qualificate nel precedente punto;

### Competizioni statali
Squadre ammesse per il miglior piazzamento nei campionati o nelle coppe statali:
| Stato              | Squadra (Città)                  | Motivo qualificazione                                       |
| ------------------ | -------------------------------- | ----------------------------------------------------------- |
| Acre               | Atlético Acreano (Rio Branco)    | Vincitore del Campionato Acriano 2017                       |
| Amapá              | Santos-AP (Macapá)               | Vincitore del Campionato Amapaense 2017                     |
| Amazonas           | Manaus (Manaus)                  | Vincitore del Campionato Amazonense 2017                    |
| Distretto Federale | Brasiliense (Taguatinga)         | Vincitore del Campionato Brasiliense 2017                   |
| Distretto Federale | Ceilândia (Ceilândia)            | 2° nel Campionato Brasiliense 2017                          |
| Espírito Santo     | Atlético Itapemirim (Itapemirim) | Vincitore della Copa Espírito Santo 2017                    |
| Mato Grosso        | Cuiabá (Cuiabá)                  | Vincitore del Campionato Mato-Grossense 2017                |
| Mato Grosso do Sul | Corumbaense (Corumbá)            | Vincitore del Campionato Sul-Mato-Grossense 2017            |
| Mato Grosso do Sul | Operário-MS (Campo Grande)       | 3º nel Campionato Sul-Mato-Grossense 2017                   |
| Pará               | Paysandu (Belém)                 | Vincitore del Campionato Paraense 2017                      |
| Rondônia           | Real Ariquemes (Ariquemes)       | Vincitore del secondo turno del Campionato Rondoniense 2017 |
| Roraima            | São Raimundo-RR (Boa Vista)      | Vincitore del Campionato Roraimense 2017                    |
| Tocantins          | Interporto (Porto Nacional)      | Vincitore del Campionato Tocantinense 2017                  |
| Tocantins          | Sparta (Araguaína)               | 2º nel Campionato Tocantinense 2017                         |

### Ranking
Squadre ammesse per il miglior piazzamento nel Ranking CBF 2017:
| Pos | Squadra              | Città              | Stato       |
| --- | -------------------- | ------------------ | ----------- |
| 35  | Luverdense           | Lucas do Rio Verde | Mato Grosso |
| 57  | Remo                 | Belém              | Pará        |
| 67  | Rio Branco-AC        | Rio Branco         | Acre        |
| 78  | Princesa do Solimões | Manacapuru         | Amazonas    |

## Risultati

### Turno preliminare
| Squadra 1   | Totale | Squadra 2            | Andata | Ritorno |
| ----------- | ------ | -------------------- | ------ | ------- |
| Interporto  | 5 – 2  | Princesa do Solimões | 3 – 2  | 2 – 0   |
| Corumbaense | 3 – 2  | Ceilândia            | 3 – 1  | 0 – 1   |

### Ottavi di finale
| Squadra 1           | Totale          | Squadra 2      | Andata | Ritorno |
| ------------------- | --------------- | -------------- | ------ | ------- |
| Sparta              | 2 – 2 (4-2 dtr) | Real Ariquemes | 1 – 1  | 1 – 1   |
| Corumbaense         | 2 – 5           | Real Ariquemes | 0 – 2  | 2 – 3   |
| Operário-MS         | 1 – 3           | Cuiabá         | 1 – 0  | 0 – 3   |
| Atlético Itapemirim | 5 – 3           | Brasiliense    | 2 – 1  | 3 – 2   |
| Atlético Acreano    | 4 – 4 (gfc)     | Santos-AP      | 3 – 2  | 1 – 2   |
| Interporto          | 0 – 4           | Paysandu       | 0 – 0  | 0 – 4   |
| Manaus              | 3 – 1           | Remo           | 2 – 0  | 1 – 1   |
| São Raimundo-RR     | 3 – 4           | Rio Branco-AC  | 1 – 2  | 2 – 2   |

### Quarti di finale
| Squadra 1 | Totale          | Squadra 2           | Andata | Ritorno |
| --------- | --------------- | ------------------- | ------ | ------- |
| Sparta    | 1 – 7           | Luverdense          | 1 – 0  | 0 – 7   |
| Cuiabá    | 3 – 6           | Atlético Itapemirim | 2 – 3  | 1 – 3   |
| Santos-AP | 4 – 7           | Paysandu            | 2 – 3  | 2 – 4   |
| Manaus    | 2 – 2 (4-2 dtr) | Rio Branco-AC       | 1 – 1  | 1 – 1   |

### Semifinale
| Squadra 1  | Totale | Squadra 2           | Andata | Ritorno |
| ---------- | ------ | ------------------- | ------ | ------- |
| Luverdense | 1 – 2  | Atlético Itapemirim | 0 – 1  | 1 – 1   |
| Paysandu   | 4 – 2  | Manaus              | 2 – 1  | 2 – 1   |

### Finale
| Squadra 1           | Totale | Squadra 2 | Andata | Ritorno |
| ------------------- | ------ | --------- | ------ | ------- |
| Atlético Itapemirim | 1 – 3  | Paysandu  | 0 – 2  | 1 – 1   |